# Яньцин (храм)
Храм Яньцин (кит. трад. 延慶寺, упр. 延庆寺, пиньинь Yánqìng Sì, палл. Яньцин Сы) — буддийский храм, расположенный в 25 километрах к западу от Утайшаня, провинция Шаньси. Храм был основан во времена империи Цзинь, и Большой зал храма датируется именно этим периодом. Большой зал состоит из трех помещений, его площадь составляет 13 м². Внутри него отсутствуют колонны, крышу поддерживает пара стропил.